# Club de Fútbol Pachuca 2018-2019
Aggiornata al 4 marzo 2019
| N. |                        | Ruolo | Calciatore             |
| -- | ---------------------- | ----- | ---------------------- |
| 2  | Giappone (bandiera)    | A     | Keisuke Honda          |
| 3  | Messico (bandiera)     | D     | Joaquin Esquivel       |
| 4  | Stati Uniti (bandiera) | D     | Omar Gonzalez          |
| 5  | Messico (bandiera)     | C     | Víctor Guzmán          |
| 6  | Messico (bandiera)     | D     | Raul Lopez             |
| 7  | Cile (bandiera)        | A     | Ángelo Sagal           |
| 9  | Cile (bandiera)        | A     | Sergio Vergara         |
| 10 | Uruguay (bandiera)     | C     | Jonathan Urretaviscaya |
| 12 | Messico (bandiera)     | D     | Emmanuel García        |
| 13 | Messico (bandiera)     | P     | Alfonso Blanco         |
| 15 | Messico (bandiera)     | C     | Erick Gutiérrez        |

| N. |                      | Ruolo | Calciatore       |  |
| -- | -------------------- | ----- | ---------------- |  |
| 16 | Messico (bandiera)   | C     | Jorge Hernández  |  |
| 21 | Messico (bandiera)   | P     | Óscar Pérez      |  |
| 22 | Messico (bandiera)   | C     | Alain Estrada    |  |
| 23 | Colombia (bandiera)  | D     | Oscar Murillo    |  |
| 25 | Messico (bandiera)   | C     | Roberto Alvarado |  |
| 26 | Messico (bandiera)   | C     | Érick Aguirre    |  |
| 27 | Colombia (bandiera)  | A     | Juan Calero      |  |
| 28 | Messico (bandiera)   | P     | Rafael Ramírez   |  |
| 29 | Argentina (bandiera) | A     | Franco Jara      |  |
| 33 | Colombia (bandiera)  | D     | Stefan Medina    |  |
|    | Messico (bandiera)   | A     | Marco Bueno      |  |